# Трубецкая улица
Трубецка́я у́лица (до 2000-х годов также Малая Трубецкая улица) — улица в центре Москвы в Хамовниках между Большой Пироговской и Комсомольским проспектом. Проходит вдоль старинного парка «Усадьба Трубецких». Здесь расположен главный корпус Сеченовского Университета.

## Происхождение названия
Название было дано по существовавшей здесь обширной усадьбе XVIII века князей Трубецких, по территории которой проходит современная улица. Бывший Большой Трубецкой переулок, проходящий параллельно, по другую сторону сохранившегося парка ныне — переулок Хользунова. До 2000-х годов носила также название Малая Трубецкая улица, в настоящее время слово «малая» из названия убрано, так как это единственная из Трубецких улиц в Москве («Большой Трубецкой» никогда и не было).

## Описание
Трубецкая улица начинается от Большой Пироговской у Клиники детских болезней Сеченовского Университета, проходит на юго-восток, пересекает Малую Пироговскую, затем Усачёву улицу, проходит вдоль парка усадьбы Трубецких и парка им. Мандельштама, справа к ней примыкает улица Ефремова. Заканчивается на Комсомольском проспекте у здания Московского дворца молодёжи. Нумерация домов начинается со стороны Большой Пироговской улицы. Между улицей Ефремова и улицей Усачева осуществляется одностороннее движение транспорта.

## Здания и сооружения
По нечётной стороне:
По чётной стороне:
- Дом 8 — Медицинское информационное агентство;
- Дом 8, строение 1 — издательский дом «Русский врач»;
- Дом 8, строение 2 — главный корпус Сеченовского Университета;
- Дом 28 — НИИРП, НИИЭМИ, издательство «Каучук и резина»;
- Дом 28, строение 1 — Зато-Банк;
- Дом 28, строение 2 — Опытный завод НИИРПа.